# 歳刑神

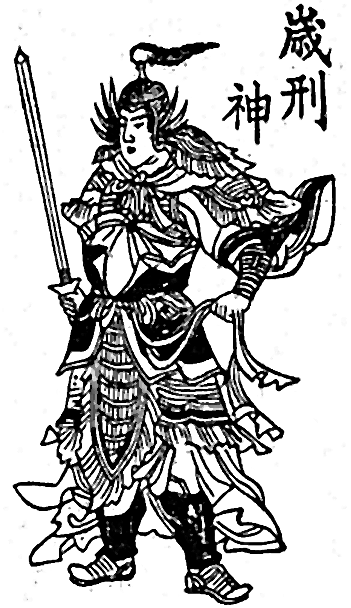
歳刑神

歳刑神（さいぎょうしん）とは、陰陽道における8人の方位神（八将神）のひとり。暦本によっては、さいけい（さいぎょう）と書くことがある。仏教における本地仏は堅牢地神（けんろうちしん）とされる。
歳刑神は、水星（辰星）の精とされ、殺罰、刑殺をつかさどる神とされる。この神の在位する方角に向かって事業を始めたり、移転することは凶とされるが、この神は武力・武器を好むことから武器や刃物などの製造や購入・訴訟や争いごとなどはよいとされる。なお、この神は刑罰をつかさどる神であることから訴訟や刑事事件・争いごとなどで、その者の行為が理にかなっている場合は吉となるが、そうでないときは罰を受けるという。また、この神は土に関する性格も持っており、この神の在位する方角へ向かっての動土、種まき、植林などは凶となるという。

## 歳刑神の在位
- その歳の十二支→在位する方位
  - 子→卯
  - 丑→戌
  - 寅→巳
  - 卯→子
  - 辰→辰
  - 巳→申
  - 午→午
  - 未→丑
  - 申→寅
  - 酉→酉
  - 戌→未
  - 亥→亥